# Hugo Vera
Hugo Vera Araya (ur. 30 czerwca 1999) – chilijski judoka.
Startował w Pucharze Świata w latach 2016–2020, 2022 i 2023. Brązowy medalista igrzysk Ameryki Południowej w 2018 roku.